# Nannophrys
Nannophrys es un género de anfibios anuros de la familia Dicroglossidae. Son endémicas de Sri Lanka.

## Lista de especies
Se reconocen las siguientes según ASW:
- Nannophrys ceylonensis Günther, 1869
- Nannophrys guentheri Boulenger, 1882
- Nannophrys marmorata Kirtisinghe, 1946
- Nannophrys naeyakai Fernando, Wickramasingha & Rodrigo, 2007